# Zweetvoeten

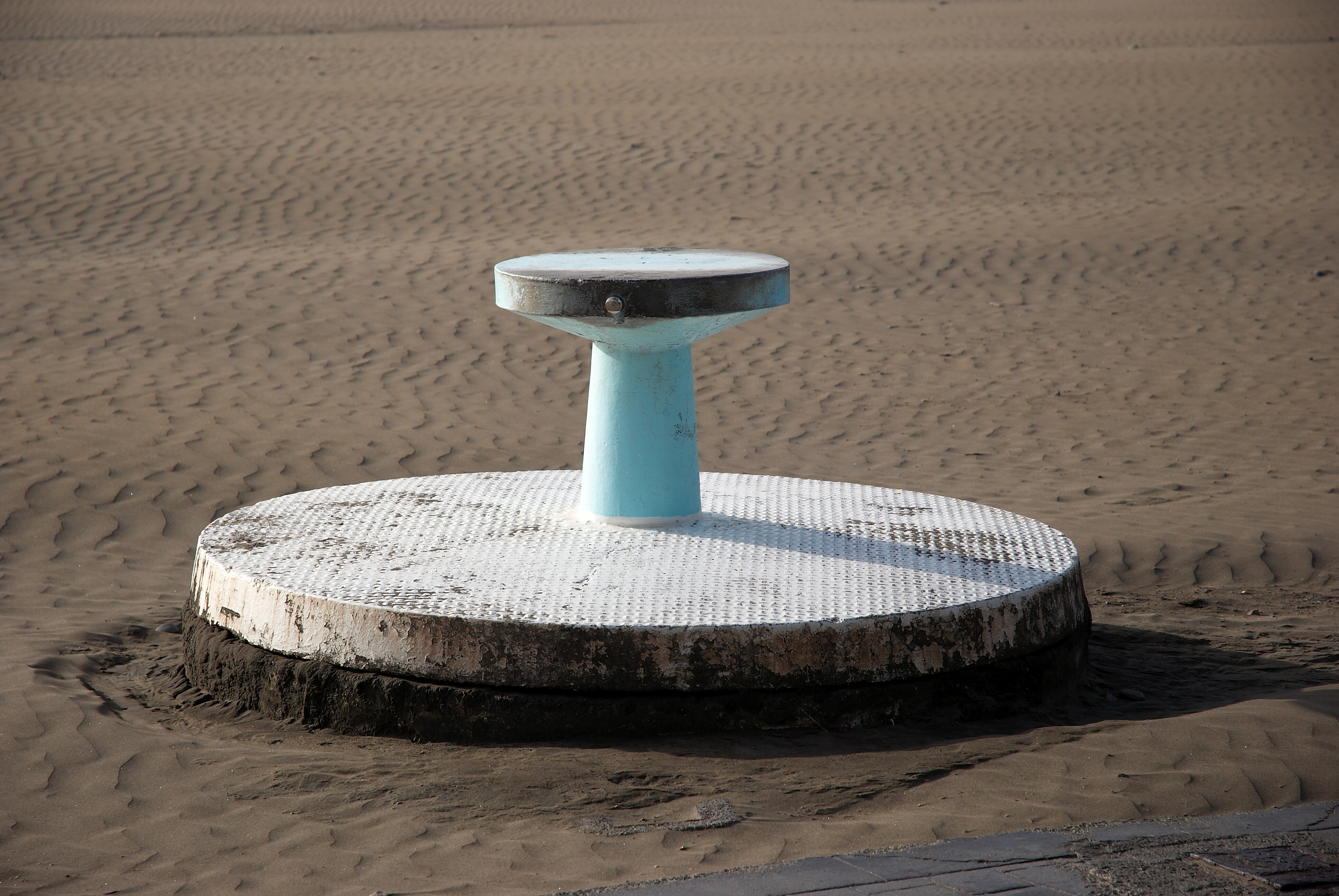
Voetendouche op een strand op Gran Canaria

Met de aanduiding zweetvoeten wordt, naast op voeten die vochtig zijn van het zweet, voornamelijk gedoeld op voeten die een sterke en over het algemeen als onaangenaam ervaren geur verspreiden.

## Oorzaak
De geur van zweetvoeten wordt vaak beschreven als een dikke, kaas-achtige geur. Sommigen omschrijven de geur als die van azijn. Het kan echter ook ammoniak-achtige geur zijn. Voor de meeste mensen is het een penetrante en onaangename geur. 
De geur van zweetvoeten wordt veroorzaakt door drie zaken:
- een zekere mate van vochtproductie;
- een voedingsbodem voor bacteriën. Brevibacteria, met name de bacterie Brevibacterium epidermidis, worden beschouwd als een belangrijke oorzaak van zweetvoeten, omdat ze dode huid op de voeten consumeren en daarbij het aminozuur methionine omzetten in methaanthiol, dat een zwavelachtig aroma heeft. De losgelaten dode huidcellen, die de brandstof zijn van dit proces, komen vooral voor op de zolen en tussen de tenen. Brevibacteria is ook wat verschillende kaassoorten, zoals Limburgse kaas, Bel Paese, Port-du-Salut, Pálpusztai en Munster AOC hun karakteristieke scherpte geeft.
- een temperatuur van rond de 30 tot 40 graden.

Zijn deze drie factoren aanwezig dan kunnen bacteriën zich heel snel vermenigvuldigen. De bacteriën veroorzaken een afscheiding en sterven af. De ophoping van afvalstoffen en vochtigheid draagt bij tot een verdere groei van de bacteriën.

## Bestrijding
De voeten dienen zo droog mogelijk gehouden te worden. Dit kan door open schoenen, zoals sandalen en schoenen gemaakt van een materiaal dat goed ademt te dragen.
Afgeraden wordt schoenen te dragen gemaakt van kunststof materialen zoals rubber of nylon. Ook het dragen van sokken waarin veel kunststof is verwerkt, bevordert zweetvoeten. Katoenen sokken of wollen sokken en leren schoenen geven minder problemen. Het is belangrijk dagelijks van sokken en schoenen te wisselen.
Voeten wassen is een tijdelijke oplossing. Zeep doodt wel bacteriën maar een deel blijft achter en zal zich weer snel vermenigvuldigen. Door het nemen van wisselbaden kan de conditie van de voeten verbeterd worden en het zweten verminderd.
Voeten kunnen gedesinfecteerd worden met, bijvoorbeeld, alcohol. De meeste bacteriën sterven dan af. Meestal werkt ook dit maar een beperkte tijd. Jodium is een desinfectiemiddel dat uitermate geschikt is om de bacteriën die zweetvoeten veroorzaken te doden. Jodium is voornamelijk verkrijgbaar in de vorm van povidonjodium. Het dragen van open schoenen werkt vaak heel goed, vooral in combinatie met de andere aanbevelingen. Waar of wanneer dit niet kan (bijvoorbeeld in de winter) helpt het soms om schoenspanners van ceder- of mahoniehout te gebruiken. Die nemen vocht op en geven hun houtgeur af. Als de houtgeur na verloop van tijd te zwak is geworden, is het aan te raden de schoenspanner te schuren. De houtgeur komt dan terug.

## Andere middelen
Sommige middelen werken tijdelijk, zoals sommige inlegzolen die als "geurvreters" worden aanbevolen. Deze zolen bestaan uit kunststof of koolstof of cederhout. Ook zijn er sprays om in de schoen of op de voet te spuiten die bacteriedodend claimen te zijn en die daardoor de ongewenste geuren zouden tegenhouden. Dergelijke producten worden ook in poedervorm aangeboden. Ook boorzuur kan in poedervorm aangewend worden. Tot slot zijn er speciale sokken op de markt met zilverdraad in de zool verwerkt waarvan geclaimd wordt dat het bacteriedodend zou werken.